# Discosura
Discosura es un género de aves apodiformes perteneciente a la familia Trochilidae, que agrupa a cinco especies nativas de la América tropical (Neotrópico), cuyas áreas de distribución se encuentran entre el norte de Costa Rica en América Central, hasta el norte de Bolivia y sureste de Brasil en América del Sur. A sus miembros se les conoce por el nombre común de rabuditos y también colas-de-lira, colibríes colicerda o colicerdas.

## Etimología
El nombre genérico femenino «Discosura» se compone de las palabras del griego «diskos» que significa ‘plato, disco’, y «oura» que significa ‘cola’.

## Características
Los colibríes de este género son pequeños, los machos miden entre 10 y 12 cm de longitud total, pero la larga cola de plumas azules puntiagudas como espinas o pardo moradas terminadas en raquetas (solamente en longicaudus) mide entre 5 y 6 cm; las hembras, de cola más corta y redondeada, miden entre 7,5 y 8 cm. De color predominante verde bronceado, ambos sexos poseen una banda blanca transversal blanca en la rabadilla que en las hembras se completa con manchas latero-ventrales blancas.

## Taxonomía
El género Discosura fue propuesto por el zoólogo francés Charles Lucien Bonaparte en 1850, que no especificó la especie tipo, que fue posteriormente designada como siendo Trochilus longicaudus, actualmente Discosura longicaudus.
Las especies popelairii, langsdorfii, conversii y letitiae estuvieron por mucho tiempo colocadas en el género Popelairia, mientras longicaudus en un género monotípico Discosura. Pero clasificaciones más recientes optaron por incluir a todas en el presente. Otros autores argumentan que todas las especies deberían ser incluidas en Lophornis, dada la similitud entre las especies, con excepción de las altamente modificadas plumas de la cola de los machos.
La especie D. letitiae es conocida por apenas dos viejos especímenes sin localidad definida y su validad ha sido cuestionada. Sin embargo estudios recientes confirmaron su validad.

## Lista de especies
Según las clasificaciones del Congreso Ornitológico Internacional (IOC) y Clements Checklist/eBird, el género agrupa a las siguientes especies con el respectivo nombre popular de acuerdo con la Sociedad Española de Ornitología (SEO):
| Imagen | Nombre científico     | Autor                       | Nombre común         | Estado de conservación | Distribución |
| ------ | --------------------- | --------------------------- | -------------------- | ---------------------- | ------------ |
|        | Discosura popelairii  | (du Bus de Gisignies), 1846 | rabudito crestado    | LC                     |              |
|        | Discosura langsdorffi | (Temminck), 1821            | rabudito ventrinegro | LC                     |              |
|        | Discosura letitiae    | (Bourcier & Mulsant), 1852  | rabudito cobrizo     | DD                     |              |
|        | Discosura conversii   | (Bourcier & Mulsant), 1846  | rabudito verde       | LC                     |              |
|        | Discosura longicaudus | (Gmelin), 1788              | rabudito de raquetas | LC                     |              |